# الرباط (إب)

تعديل مصدري - تعديل

الرباط هي إحدى قرى عزلة جبل معود بمديرية إب التابعة لمحافظة إب، بلغ تعداد سكانها 336 نسمة حسب تعداد اليمن لعام 2004.